# Tirapiedi
Il tirapiedi era l'aiutante del boia, solitamente il figlio, il quale nel momento dell'esecuzione di una impiccagione si aggrappava con tutto il suo peso alle gambe dell'impiccato, facilitandone il decesso e limitandone l'agonia.
In epoca moderna, tale termine viene utilizzato per descrivere in senso dispregiativo una persona servile che fa un lavoro sgradevole.

## Storia
L'espressione "tirapiedi" venne coniata dai napoletani, in quanto la pratica era in voga soprattutto nel Regno di Napoli. La professione non veniva esercitata in pubblico, dal momento che il tirapiedi si nascondeva sotto il palco dove avveniva l'impiccagione. Una volta che la botola veniva aperta, l'addetto cingeva le gambe del condannato tirandolo con violenza. 
Il tirapiedi veniva spesso pagato sia dal boia che dai parenti della vittima.